# Especialista de misión
Un especialista de misión es un cargo de determinados astronautas de la NASA en las misiones del transbordador espacial. Un especialista de misión se le asigna a un campo limitado de la misión, como para los experimentos médicos o misiones técnicas.
Otras funciones a bordo son piloto, ingeniero de vuelo y comandante de la misión. Algunas misiones de transbordador espacial incluyeron a un especialista de carga, además de los especialistas de misión. Mientras que se ha seleccionado un especialista de carga útil para una sola misión específica, un especialista de misión es seleccionado como astronauta y luego asignado a una misión.
Especialista misión se abrevia por la NASA como (MS).